# ATP Challenger Ljubljana
Das ATP Challenger Ljubljana (offiziell u. a. BMW Ljubljana Open) war ein Tennisturnier, das von 1990 bis 2011 – bis auf die Jahre 2001 und 2006 – jährlich in Ljubljana stattfand. In den Anfangsjahren gehörte die Stadt noch zu Jugoslawien, ehe Slowenien 1992 unabhängig wurde. Das Turnier gehörte zur ATP Challenger Tour und wurde im Freien auf Sand gespielt. Im Einzel und Doppel gelang insgesamt sechs Spielern zwei Titel zu gewinnen.

## Liste der Sieger

### Einzel
| Jahr | Sieger                | Finalgegner           | Ergebnis          |
| ---- | --------------------- | --------------------- | ----------------- |
| 2011 | Paolo Lorenzi (2)     | Grega Žemlja          | 6:2, 6:4          |
| 2010 | Blaž Kavčič           | David Goffin          | 6:2, 4:6, 7:5     |
| 2009 | Paolo Lorenzi (1)     | Grega Žemlja          | 1:6, 7:64, 6:2    |
| 2008 | Ilija Bozoljac        | Giancarlo Petrazzuolo | 6:4, 6:3          |
| 2007 | Marco Mirnegg         | Mathieu Montcourt     | 7:65, 7:5         |
| 2006 | nicht ausgetragen     | nicht ausgetragen     | nicht ausgetragen |
| 2005 | Rubén Ramírez Hidalgo | Massimo Dell’Acqua    | 6:72, 5:2 aufgg.  |
| 2004 | Jiří Vaněk (2)        | Björn Phau            | 5:7, 6:1, 7:65    |
| 2003 | Jiří Vaněk (1)        | Boris Pašanski        | 6:3, 3:6, 6:1     |
| 2002 | Arnaud Di Pasquale    | Juan Balcells         | 6:4, 6:3          |
| 2001 | nicht ausgetragen     | nicht ausgetragen     | nicht ausgetragen |
| 2000 | Oliver Gross          | Juan Balcells         | 4:6, 6:1, 7:63    |
| 1999 | Uladsimir Waltschkou  | Dinu Pescariu         | 7:5, 6:73, 6:4    |
| 1998 | Dinu Pescariu         | Adrian Voinea         | 7:6, 2:6, 6:3     |
| 1997 | Brett Steven          | Andrei Pavel          | 7:6, 6:2          |
| 1996 | Hicham Arazi          | Marcelo Filippini     | 4:6, 6:2, 6:4     |
| 1995 | Jordi Burillo         | Adrian Voinea         | 6:2, 6:1          |
| 1994 | Horst Skoff           | Tomás Carbonell       | 0:6, 6:4, 7:6     |
| 1993 | Daniel Orsanic        | Andrei Tscherkassow   | 4:6, 6:2, 7:5     |
| 1992 | Magnus Larsson (2)    | Mikael Tillström      | 6:4, 6:4          |
| 1991 | Slobodan Živojinović  | Andrei Olchowski      | 6:7, 7:6, 6:3     |
| 1990 | Magnus Larsson (1)    | Diego Nargiso         | 7:5, 6:7, 7:6     |

### Doppel
| Jahr | Sieger                                     | Finalgegner                            | Ergebnis            |
| ---- | ------------------------------------------ | -------------------------------------- | ------------------- |
| 2011 | Aljaž Bedene Grega Žemlja                  | Roberto Bautista Agut Iván Navarro     | 6:3, 6:710, [12:10] |
| 2010 | Nikola Mektić Ivan Zovko                   | Marin Draganja Dino Marcan             | 3:6, 6:0, [10:3]    |
| 2009 | Jamie Delgado Jamie Murray                 | Stéphane Robert Simone Vagnozzi        | 6:3, 6:3            |
| 2008 | Juan Pablo Brzezicki Mariano Hood (2)      | Rameez Junaid Philipp Marx             | 7:5, 7:64           |
| 2007 | Alexander Kudrjawzew Alexander Krasnoruzki | Ivan Dodig Lovro Zovko                 | 7:69, 1:6, [10:6]   |
| 2006 | nicht ausgetragen                          | nicht ausgetragen                      | nicht ausgetragen   |
| 2005 | Paul Baccanello Lovro Zovko                | Andrew Derer Joseph Sirianni           | 6:3, 6:3            |
| 2004 | Giovanni Lapentti Rik De Voest             | Robert Lindstedt Michael Craig Russell | 6:3, 6:4            |
| 2003 | Leonardo Azzaro Gergely Kisgyörgy          | Ivan Cerović Aleksander Slović         | 7:63, 6:3           |
| 2002 | Mariano Hood (1) Edgardo Massa             | Luis Horna Sebastián Prieto            | 7:5, 6:1            |
| 2001 | nicht ausgetragen                          | nicht ausgetragen                      | nicht ausgetragen   |
| 2000 | Emilio Benfele Álvarez Álex López Morón    | Paul Rosner Jason Weir-Smith           | 6:3, 6:4            |
| 1999 | Massimo Valeri Tom Vanhoudt                | Eduardo Nicolás Germán Puentes         | 7:68, 6:4           |
| 1998 | Marius Barnard Stephen Noteboom            | Alberto Martín Tomáš Anzari            | 7:6, 6:7, 7:6       |
| 1997 | Lucas Arnold Ker (2) Daniel Orsanic        | David Škoch Fernon Wibier              | 6:0, 6:4            |
| 1996 | Pablo Albano Lucas Arnold Ker (1)          | Rikard Bergh Shelby Cannon             | 6:1, 3:6, 6:1       |
| 1995 | Nicklas Kulti Mikael Tillström (2)         | Shelby Cannon Stefan Kruger            | 6:4, 6:4            |
| 1994 | Olivier Delaître Jean-Philippe Fleurian    | Kenneth Carlsen Mikael Tillström       | 6:1, 4:6, 6:1       |
| 1993 | Branislav Stankovič Richard Vogel          | Hendrik Jan Davids Goran Prpić         | 6:4, 7:6            |
| 1992 | Magnus Larsson Mikael Tillström (1)        | Cristian Brandi Federico Mordegan      | 7:5, 6:2            |
| 1991 | Andrei Olchowski Slobodan Živojinović      | Richard Vogel Daniel Vacek             | 7:5, 6:3            |
| 1990 | Carlos Costa Francisco Roig                | Omar Camporese Mark Koevermans         | 6:7, 6:4, 6:4       |